# Aeroporto Internacional de Donetsk
O Aeroporto Internacional de Donetsk (em ucraniano: Міжнародний аеропорт "Донецьк") (IATA: DOK, ICAO: UKCC) é um aeroporto internacional localizado na cidade de Donetsk, na Ucrânia.
O aeroporto foi construído entre as décadas de 1940 e 1950, reconstruído em 1973 e em 2011 e 2012 para a Euro 2012. O aeroporto foi destruído em 2014 durante a Guerra Civil no Leste da Ucrânia, onde foi cenário da primeira e a segunda batalha pelo controle do aeroporto.